# 垂径定理
垂徑定理是一種常用的幾何學的定理。
定理定义：垂直于弦的直径平分这条弦，并且平分弦所对的两条弧。

## 知二推三
一条直线，在下列5条中只要具备其中任意两条作为条件，就可以推出其他三条结论。称为“知二推三”。
- 平分弦所对的优弧
- 平分弦所对的劣弧（前两条合起来就是平分弦所对的两条弧）
- 平分弦（不是直径）
- 垂直于弦
- 经过圆心

## 圖解
垂直于弦（{\displaystyle AC}）的直径（{\displaystyle BE}）平分这条弦，并且平分这条弦所对的弧（{\displaystyle {\overset {\frown }{AC}}}）。

## 垂径定理推论
另有垂径定理推论3条如下：
1. {\displaystyle BE}过圆心{\displaystyle O}，{\displaystyle AD=DC}，则{\displaystyle BE}垂直{\displaystyle AC}并平分{\displaystyle AC}、{\displaystyle AEC}两条弧。即“平分非直径的弦的直径垂直于弦并平分弦所对的两弧。”
2. {\displaystyle AD=DC}且{\displaystyle BE}垂直{\displaystyle AC}，则{\displaystyle BE}过圆心{\displaystyle O}且平分{\displaystyle AC}、{\displaystyle AEC}两条弧。即“弦的垂直平分线过圆心且平分弦所对的两弧。”
3. {\displaystyle BE}是直径，{\displaystyle {\overset {\frown }{AB}}}（{\displaystyle {\overset {\frown }{AE}}}）＝{\displaystyle {\overset {\frown }{BC}}}（{\displaystyle {\overset {\frown }{CE}}}），则{\displaystyle BE}过圆心{\displaystyle O}，{\displaystyle {\overset {\frown }{AE}}}（{\displaystyle {\overset {\frown }{AB}}}）＝{\displaystyle {\overset {\frown }{CE}}}（{\displaystyle {\overset {\frown }{BC}}}）。即“平分弦所对的一条弧的直径垂直平分弦且平分弦所对的另一条弧。”